# Hoplitis tibetensis
Hoplitis tibetensis är en biart som beskrevs av Wu 1987. Hoplitis tibetensis ingår i släktet gnagbin, och familjen buksamlarbin. Inga underarter finns listade i Catalogue of Life.